# Kevin Lafrance
Kevin Pierre Lafrance (Bondy, France 13 janvier 1990) est un footballeur franco-haïtien. Il évolue au poste de défenseur avec le club chypriote du Doxa Katokopias. Il est par ailleurs régulièrement sélectionné par l'équipe nationale haïtienne.

## Biographie
Natif de Bondy, Kevin Lafrance débute le football au FC Livry-Gargan, où il reste jusqu'à ses 14 ans, puis s'engage avec le FC Les Lilas, le FC Bourget et l'US Torcy.
Il effectue un essai au Baník Most en novembre 1987 avant de signer un contrat avec le club tchèque. Il dispute son premier match le 13 janvier 2008.

## Buts internationaux
|    | Date             | Lieu                                      | Adversaire   | Résultat | Compétition                                         |
| -- | ---------------- | ----------------------------------------- | ------------ | -------- | --------------------------------------------------- |
| 1. | 6 septembre 2011 | Ergilio Hato Stadion, Willemstad, Curaçao | Curaçao      | 4-2      | Éliminatoires de la Coupe du monde de football 2014 |
| 2. | 7 septembre 2012 | Stade Sylvio-Cator, Port-au-Prince, Haïti | Saint-Martin | 7-0      | Coupe caribéenne des nations 2012                   |
| 3. | 6 septembre 2017 | Independence Park, Kingston, Jamaïque     | Jamaïque     | 1-0      | Éliminatoires de la Coupe du monde de football 2018 |
| 4. | 10 octobre 2017  | Stade Nissan, Yokohama, Japon             | Japon        | 1-2      | Coupe Kirin 2017                                    |
| 5. | 24 mars 2019     | Stade Sylvio-Cator, Port-au-Prince, Haïti | Cuba         | 2-1      | Éliminatoires de la Gold Cup 2019                   |